# (7435) Sagamihara
(7435) Sagamihara est un astéroïde de la ceinture principale.

## Description
(7435) Sagamihara est un astéroïde de la ceinture principale. Il fut découvert le 8 février 1994 à Kitami par Kin Endate et Kazuro Watanabe. Il présente une orbite caractérisée par un demi-grand axe de 2,28 UA, une excentricité de 0,11 et une inclinaison de 3,8° par rapport à l'écliptique.

## Compléments